# Кефалонија (тема)
Кефалонија (грчки: θέμα Κεφαλληνίας/Κεφαλονίας) је била византијска тема која је постојала у периоду од друге половине 8. века до 1185. године. Тема Кефалонија је обухватала јонска острва.

## Историја
Током постојања Римског царства, јонска острва (Крф, Кефалонија, Закинтос, Итака, Китера и Лефкада) су били делови провинције Ахаје и Епира. Сем Китере, сви су прикључени Кефалонији. Након словенске инвазије на Балкан, острва су постала база Византијског царства за поновно успостављање царске власти на Балкану. Није познато када је тачно створена тема Кефалонија. Цар Константин Порфирогенит (913-959) тврди у свом делу "О управљању царством" да је првобитно постојала турма Лангобардије у јужној Италији, а да је касније настала нова област, али не и права тема (током владавине Лава VI; 886-912). Међутим, Порфирогенит греши јер је постојање стратега Кефалоније потврђено далеко пре владавине Лава Мудрог. Функција стратега Кефалоније помиње се у Тактикону Успенског (842/3), а Анали франачког краљевства помињу га још 809. године. Велики број печата сведочи о постојању теме Кефалоније средином или крајем 8. века.
Јонска острва служила су као база за нападе на Италију, а флота теме Кефалоније бранила је обале Јонског и Јадранског мора од арабљанских пирата. Лангобардија је вероватно у почетку конституисана као турма Кефалоније након византијског освајања Барија 876. године. Понекад су Кефалонија и Лангобардија били под командом једног стратега. "Спис о народима" убраја Кефалонију у западне тј. европске теме. Кефалонија је имала сопствену флоту. Стратег се издржавао од пореза кога је наплаћивао становништву теме. Ворен Тераголд процењује војне снаге Кефалоније на око 2000 људи у 9. веку. На Кефалонију су такође протеривани политички противници.
Кефалонија се често помиње у описима војних операција од 9. до 11. века. Године 809. је стратег Павле победио млетачку флоту. Адмирал Назар 880. године односи велику победу у бици код Кефалоније над арабљанском флотом која је пљачкала острва теме. Трупе Кефалоније учествују у византијској офанзиви у Италији. Мардити Кефалоније учествовали су у неуспешној експедицији против Критског емирата 949. године. Стратег Кефалоније последњи пут се помиње 1011. године. Контолеон Торник је послат у Италију да сузбије устанак Лангобарда. Након слома византијске власти у Јужној Италији (крајем 11. века) значај теме је опао. Крајем 11. века острва постају поприште Византијско-норманских ратова. Острво Крф Нормани су држали од 1081. до 1085. и од 1147. до 1149. године, а Млечани су га неуспешно опседали 1122—1123. године. Острво Кефалонија неуспешно је опседнута 1085. године, а опљачкана 1099. године од стране Пизанаца и 1126. године од стране Венецијанаца. Крф и остала острва, сем Лефкаде, освојио је нормански краљ Вилијам II Сицилијански 1185. године. Формиран је Палатинат Кефалонија и Закинтос под командом Вилијамовог адмирала Маргарита од Бриндизија.